# Chodź na kawę Warszawo
Chodź na kawę Warszawo – drugi singel Ireny Santor promujący album pt. Zamyślenia. Został wydany 26 maja 2014 przez firmę My-Music. Utwór otwiera płytę.

## Teledysk
W wideoklipie do piosenki, zrealizowanym przez Grzegorza Nelca i Agnieszkę Baumann, wzięła udział plejada polskich muzyków. 8 maja 2014 przy ul. Nowowiejskiej w Warszawie nagrywano teledysk z udziałem takich artystów jak: Urszula Dudziak, Alicja Majewska, Mela Koteluk, Marcelina, Ania Ołdak (zespół MoMo), Alan Andersz, Eldo, Igor Herbut (zespół LemON), Paweł Królikowski, Dawid Kwiatkowski, Romuald Lipko, Pelson, Michał Rudaś, Jeremi i Artur Sikorscy, Muniek Staszczyk, Zbigniew Wodecki oraz Grupa MoCarta. Mija ich spacerująca po stolicy Irena Santor. To pierwszy profesjonalny teledysk w karierze piosenkarki. Został opublikowany 10 lipca 2014.